# Teresa Noce
Teresa Noce (Torí, 29 de juliol de 1900 - Bolonya, 22 de gener de 1980) va ser una partisana, sindicalista i política antifeixista italiana, militant del Partit Comunista Italià, que va tenir un paper destacat en les Brigades Internacionals durant la Guerra Civil Espanyola i en l'Assemblea Constituent que va redactar la Constitució de la República Italiana.

## Biografia
Nascuda en una família obrera torinesa extremadament pobra, Teresa Noce es va veure obligada a deixar l'escola a curta edat per guanyar-se la vida, encara que es va educar de forma autodidacta mentre exercia diversos oficis. Als 17 anys treballava ja com tornera en un taller de la Fiat i als 20 va fundar el cercle juvenil socialista torinès de Porta Palazzo. El 1921 va estar en el grup fundador del Partit Comunista Italià. El 1923, sent redactora de La voce della gioventù, va sofrir a Milà la seva primera detenció.
En aquest ambient polític va conèixer Luigi Longo, llavors jove estudiant d'enginyeria que exercia ja càrrecs de responsabilitat política, amb el qual es casaria el 1926 i tindria tres fills (un d'ells mort a molt curta edat), compartint dècades de lluita política. En el mateix any de 1926, el matrimoni Longo-Noce va haver d'exiliar-se per fugir de la persecució del règim feixista, establint-se primer a Moscou i més tard a París. A més de moure's contínuament entre ambdues ciutats, Teresa va realitzar nombrosos viatges clandestins a Itàlia per desenvolupar activitats d'organització i propaganda antifeixista, organitzant fins i tot una vaga d'arrossaires el 1934. A la capital francesa, va participar en la fundació de la revista mensual Noi Donne.
En esclatar el 1936 la Guerra Civil Espanyola, Noce i el seu marit es van desplaçar a Espanya entre els voluntaris allistats en defensa de la República. Amb el nom de guerra de "Estela", es va fer càrrec de la publicació de Il volontario della libertà, l'òrgan periodístic dels italians que combatien en les Brigades Internacionals. De retorn a França, va publicar el 1938 la novel·la autobiogràfica Gioventù senza sole, basada en els records de la seva joventut torinesa.
A l'inici de la Segona Guerra Mundial Noce va ser internada per les autoritats franceses al camp de Rieucros, destinat als republicans espanyols i exmembres de les Brigades Internacionals, considerats com a "estrangers indesitjables". No obstant això, per pressions de les autoritats soviètiques (encara en bons termes oficials amb l'Alemanya hitleriana), va ser alliberada i se li va autoritzar a tornar a Moscou, on residien els seus fills; però aquesta tornada es va tornar impossible en esclatar el 1941 les hostilitats entre Alemanya i la Unió Soviètica. Noce va haver de romandre a Marsella, on va dirigir, per compte del Partit Comunista Francès, l'organització MOI (sigles corresponents a "Mà d'Obra Immigrada) i va participar activament en la Resistència, en el grup Francs-tireurs et partisans. Durant una missió a París, al començament de 1943 va ser detinguda i empresonada, amb la fortuna que els alemanys no van arribar a percatar-se de la veritable importància de la presa que havia caigut a les seves mans. Així i tot, després d'uns mesos va ser deportada a Alemanya, primer al camp de concentració de Ravensbrück i després al de Holleischen, satèl·lit en territori txec del camp de concentració de Flossenbürg. A Holleischen, Noce va ser destinada a treballs forçats en una fàbrica de munició fins a l'alliberament del camp per les tropes soviètiques.
A la seva tornada de l'exili, Teresa Noce figurava el 1946 entre les vint-i-una dones triades per formar part de l'Assemblea Constituent italiana i entre les cinc que van formar l'anomenada "Comissió dels 75", encarregada de redactar i proposar el projecte de Constitució que seria discutit i aprovat pel ple de la Càmera. Noce va ser l'única entre els diputats comunistes que, desoint les instruccions expresses de Togliatti -qui no desitjava suscitar el conflicte religiós a Itàlia-, va votar en contra de l'article 7 de la Constitució, que consagrava expressament la vigència dels Pactes de Letrán, signats entre la Santa Seu i el règim feixista per regular les relacions Església-Estat a Itàlia.
En aquestes mateixes dates Noce va ser elegida secretària nacional de la FIOT, el sindicat de les obreres tèxtils, i el 1948 va ser escollida diputada al primer Parlament republicà. Conjugant ambdues vessants de la seva activitat, va ser proponent de la qual seria la Llei n. 860, de 26 d'agost de 1950, "per a la protecció física i econòmica de les treballadores mares", que, substituint la precedent normativa de l'era feixista, constituiria fins als anys setanta la base de la legislació sobre el treball femení. Fou escollida novament a les eleccions legislatives italianes de 1953 per la circumscripció de Brescia.
L'obstinació sindical portaria Noce a la presidència de la Unió Internacional Sindical de Treballadors Tèxtils i del Vestit, amb seu a Varsòvia i, una vegada que va abandonar el 1955 el seu càrrec en la FIOT, a la secretaria general del mateix sindicat internacional, la seu del qual es va traslladar llavors a Milà.
A partir d'intervinguts dels cinquanta, després de separar-se de Longo, Noce va ser retirant-se progressivament de la política activa, encara que des de 1959 i durant alguns anys va formar part del Consell Nacional de l'Economia i el Treball (CNEL), en representació del sindicat CGIL. El 1974 va publicar la seva autobiografia, Rivoluzionaria professionale, que narra, juntament amb la seva història personal, les vicissituds del Partit Comunista italià des de la seva fundació. Altres obres seves són Dt. domani farà giorno (1952), amb prefaci de Pietro Nenni, i Vivere in piedi (1978).
Teresa Noce va morir a Bolonya, a l'edat de 79 anys, el 22 de gener de 1980.

## Obres
- Nuestros hermanos, los internacionales (1937)
- Tra gli eroi ed i martiri della liberta (1937)
- Gioventù senza sole (1938)
- Teruel martirio e liberazione di un popolo! (1939)
- Ma domani fara giorno (1952)
- Rivoluzionaria professional (1974)
- Vivere in piedi (1978)
- Estella: Autobiographie einer italienischen Revolutionärin (1981)